# Агорн (Баден-Вюртемберг)
Агорн (нім. Ahorn) — громада в Німеччині, знаходиться в землі Баден-Вюртемберг. Підпорядковується адміністративному округу Штутгарт. Входить до складу району Майн-Таубер.
Площа — 53,96 км2. Населення становить 2195 ос. (станом на 31 грудня 2020).